# 新エコポリス工業団地
新エコポリス工業団地（しんえこぽりすこうぎょうだんち）は、静岡県掛川市満水（たまり）にある工業団地である。

## 概要
掛川東部工業団地の成功により、1990年代～2000年代にかけて新たに造成された。
掛川ICや南部方面からのアクセス道路として「掛川東環状線」が整備中である。東海道本線を跨いだ南につま恋もあることから、掛川駅～菊川駅間に新駅の構想があるが、乗降客数の確保などが課題となり目処は立っていない。

## 立地
東部工業団地と同様、静岡県（東海工業地域）内だけでなく、東京・名古屋・大阪の三大都市圏から新幹線、東名高速によるアクセスが良好な内陸型の工業団地である。建設予定の第二東名森掛川ICによる更なるアクセス向上も期待される。
空港は静岡空港、港湾は御前崎港、清水港がある。

## 進出企業
2010年現在、第1期分は完売し第2期6区画の分譲を行っている。
- 大塚倉庫（大阪府大阪市港区）
- サンエー化研（東京都中央区）
- 松浦梱包輸送（静岡県掛川市梅橋）
- 矢崎部品（東京都港区）

※括弧内は本社所在地

## その他の施設
- 環境資源ギャラリー
- 22世紀の丘公園
  - たまり～な（温水プール、研修室、多目的ホールなどを備えるコミュニティセンター）

## 交通
- 東名高速道路掛川ICより5km（自動車約8分）
- 国道1号・掛川バイパス千羽ICより700m（自動車約1分）
- 東海道新幹線・東海道本線・天竜浜名湖線掛川駅より4km
- 掛川市コミュニティバス満水線
  - 環境資源ギャラリー・22世紀の丘公園バス停